# Léon Le Roux
Léon Charles Le Roux (Bellaire, 24 ottobre 1914 – ...) è stato un cestista belga.

## Carriera
Con il Belgio ha preso parte alle Olimpiadi di Berlino 1936.